# Cesc Fàbregas
Francesc Fàbregas Soler (Arenys de Mar, Barcelona, 4 de mayo de 1987), conocido deportivamente como Cesc Fàbregas, es un exfutbolista y entrenador español que jugaba como centrocampista. Desde julio de 2024 dirige al Como 1907, equipo del que también es accionista desde 2022.
Formado en las categorías inferiores del Mataró y del Barcelona hasta 2003, a los 16 años fichó por el Arsenal de Inglaterra (2003-2011), haciéndose con la titularidad en el primer equipo de los «Gunners» desde la temporada 2004-05 y siendo nombrado capitán del equipo en la 2008-09. En 2011 regresó a Barcelona, permaneciendo tres temporadas en el equipo azulgrana (2011-2014), para volver de nuevo a Londres en 2014, tras ser traspasado al Chelsea, en el que disputó cinco temporadas, hasta su salida a inicios de 2019, al Monaco de la Ligue 1.
Ha sido internacional absoluto con la selección española desde 2006, alcanzando el 12 de octubre de 2015 y como capitán, las 100 internacionalidades. Con ella se ha proclamado campeón de Europa en 2008 y 2012, y campeón del mundo en 2010. En cada uno de los tres éxitos tuvo actuaciones: penalti decisivo ante Italia en cuartos de la Euro 2008, penalti decisivo ante Portugal en semifinales en la Euro 2012 y el pase del gol de Iniesta en el Mundial 2010. La Eurocopa 2016 ha sido la última fase final que ha disputado.

## Trayectoria

### Como jugador

#### La Masía
Tras pasar por las categorías inferiores del Mataró, fue en el Barcelona donde Cesc inició su carrera, anotando más de 20 tantos en dos temporadas pese a desempeñar como volante ofensivo.
En las categorías inferiores del F. C. Barcelona coincidió con jugadores como Leo Messi, Víctor Vázquez, Marc Valiente, Marc Pedraza o Gerard Piqué, siendo su generación, la de jugadores nacidos en 1987, una de las mejores de la historia de las categorías inferiores del club azulgrana.

#### Arsenal F. C.

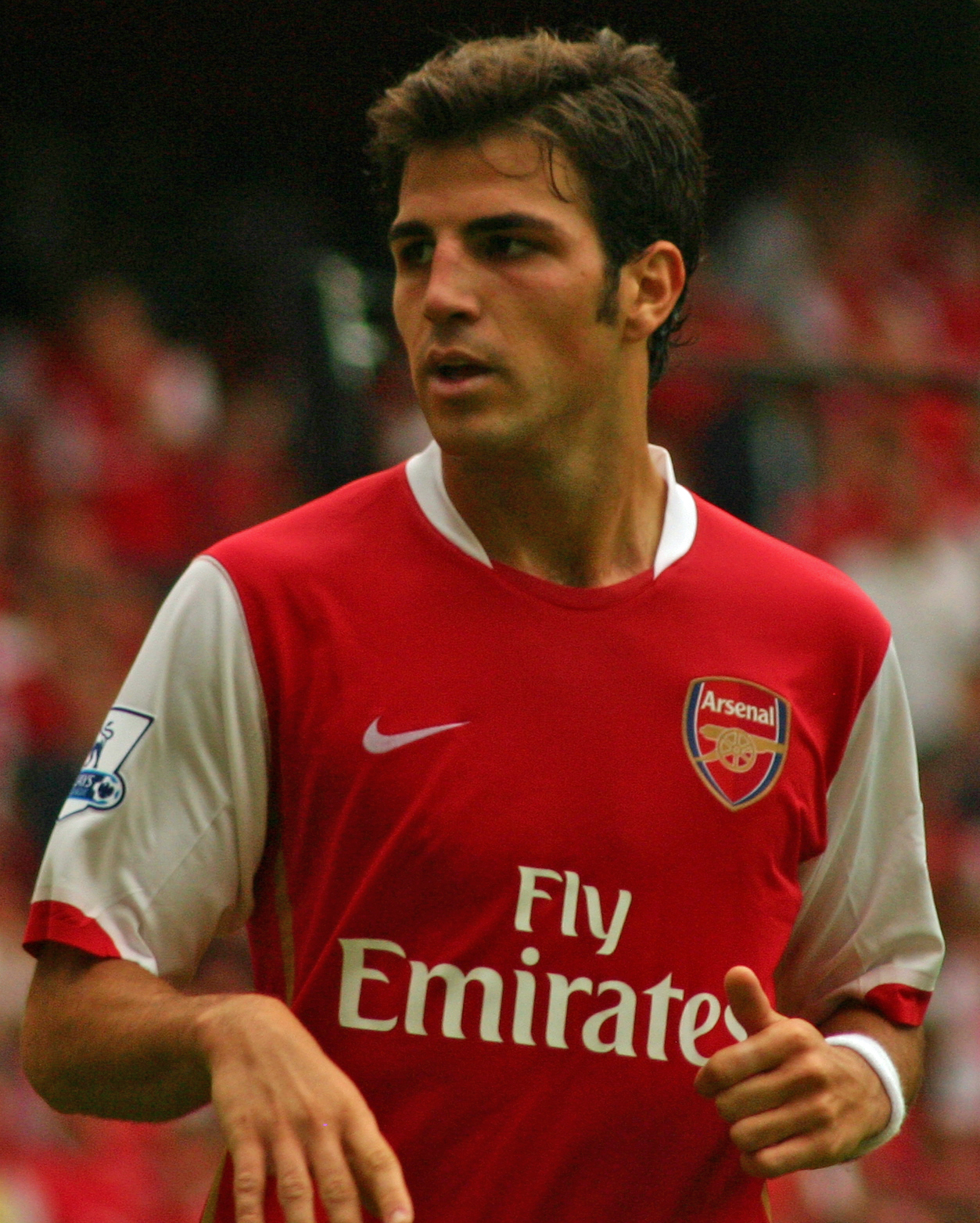
Cesc con el Arsenal F. C., durante la temporada 2007-08.

Pensando que en Barcelona no tendría oportunidades, accedió a unirse al Arsenal en septiembre de 2003. El primer año resultó complicado para él debido al cambio de ciudad, pero pronto encontró un apoyo en su compañero Philippe Senderos, que le ayudó a adaptarse. Consciente de que su edad le impedía de momento debutar con el primer equipo, se dedicó a aprender de veteranos como Patrick Vieira o Gilberto Silva. Debutó con el Arsenal el 23 de octubre de 2003, en un encuentro de copa ante el Rotherham United; con ello se convirtió en el futbolista más joven en disputar un encuentro con el primer equipo, a la edad de 16 años y 177 días. También se convirtió en el anotador de menor edad en la historia del Arsenal después de marcar en copa ante Wolverhampton Wanderers, en un encuentro en el que venció su equipo (5-1). Ya que el Arsenal obtuvo la Premier 2003/04, permaneciendo todo el año imbatido, Cesc recibió la medalla de vencedor al participar con el primer equipo en un partido durante ese año.
En la temporada 2004-05 Cesc debutó con el primer equipo en la Premier. En su primer encuentro del año se enfrentó al Manchester United en la Community Shield. Tras una lesión de Vieira partió como titular en cuatro encuentros consecutivos. Los medios quedaron impresionados con el jugador, que incluso anotó un tanto en la victoria (3-0) de su equipo ante el Blackburn Rovers convirtiéndose en el futbolista de menor edad en marcar con el Arsenal en la Premier. Las lesiones de Edu y Gilberto Silva, le dieron nuevas oportunidades. En la Liga de Campeones 2004-05 anotó ante el Rosenborg BK, convirtiéndose en el segundo anotador más joven de la historia de la competición. Terminó el año siendo parte del equipo que derrotó al United en la FA Cup de 2005.

##### Titularidad
La marcha de Vieira a la Juventus posibilitó que Cesc –que recibió el dorsal de su excompañero, el número cuatro– accediera a la titularidad en el centro del campo gunner, que compartía con Gilberto Silva. En total disputó casi cincuenta encuentros con el primer equipo ese año. En un principio los medios dudaron de la capacidad de Fàbregas, que ya era titular indiscutible; además, el centrocampista tenía un duro reto a la hora de hacer olvidar a los hinchas del Arsenal a Vieira. No obstante, el mediocampista acabó con las dudas después de realizar espectaculares encuentros en Europa ante Real Madrid y Juventus. En la eliminatoria ante los italianos anotó un tanto y dio una asistencia a Thierry Henry, mostrando que estaba a la altura de su predecesor. El 17 de mayo de 2006 disputó el último encuentro de la Liga de Campeones 2005/06 ante su exequipo –el F. C. Barcelona– que los derrotó 2-1.
En el verano de 2006 Francesc Fàbregas centró las especulaciones; el Real Madrid expresó su deseo de adquirir al centrocampista, pero Arsène Wenger –entrenador del equipo– declaró que no estaba dispuesto a desprenderse del centrocampista. En septiembre de 2006 Cesc aceptó un contrato que le vinculaba al equipo londinense cinco años –con opción de extender dicho contrato tres años más dependiendo de los resultados–. El centrocampista español declaró que aceptó el contrato porque estaba identificado con el estilo del entrenador y del equipo.
En la temporada 2006-07 Cesc adquirió aún más importancia. El equipo no obtuvo títulos y cayó derrotado en el último encuentro de la FA Cup ante el Chelsea F. C. No obstante, el centrocampista demostró que era un hombre clave en el equipo disputando casi todos los encuentros del año. En la Liga de Campeones comenzó anotando ante el Dínamo de Zagreb, al que su equipo derrotó (3-0). En la Premier dio 13 asistencias –el único que dio más que el español fue el portugués del Manchester United, Cristiano Ronaldo–. Terminó el año con numerosos honores individuales, como el Golden Boy, que concede el periódico italiano TuttoSport sobre la base de una encuesta realizada por expertos europeos. Formó parte del equipo ideal de 2006, y en enero de 2007 le concedieron el FA Premier League Player of the Month. También le nominaron para el PFA Players' Player of the Year y el PFA Young Player of the Year, pero Cristiano Ronaldo se impuso en ambas votaciones. En el verano de 2007 le nombraron mejor jugador del Arsenal esa temporada.

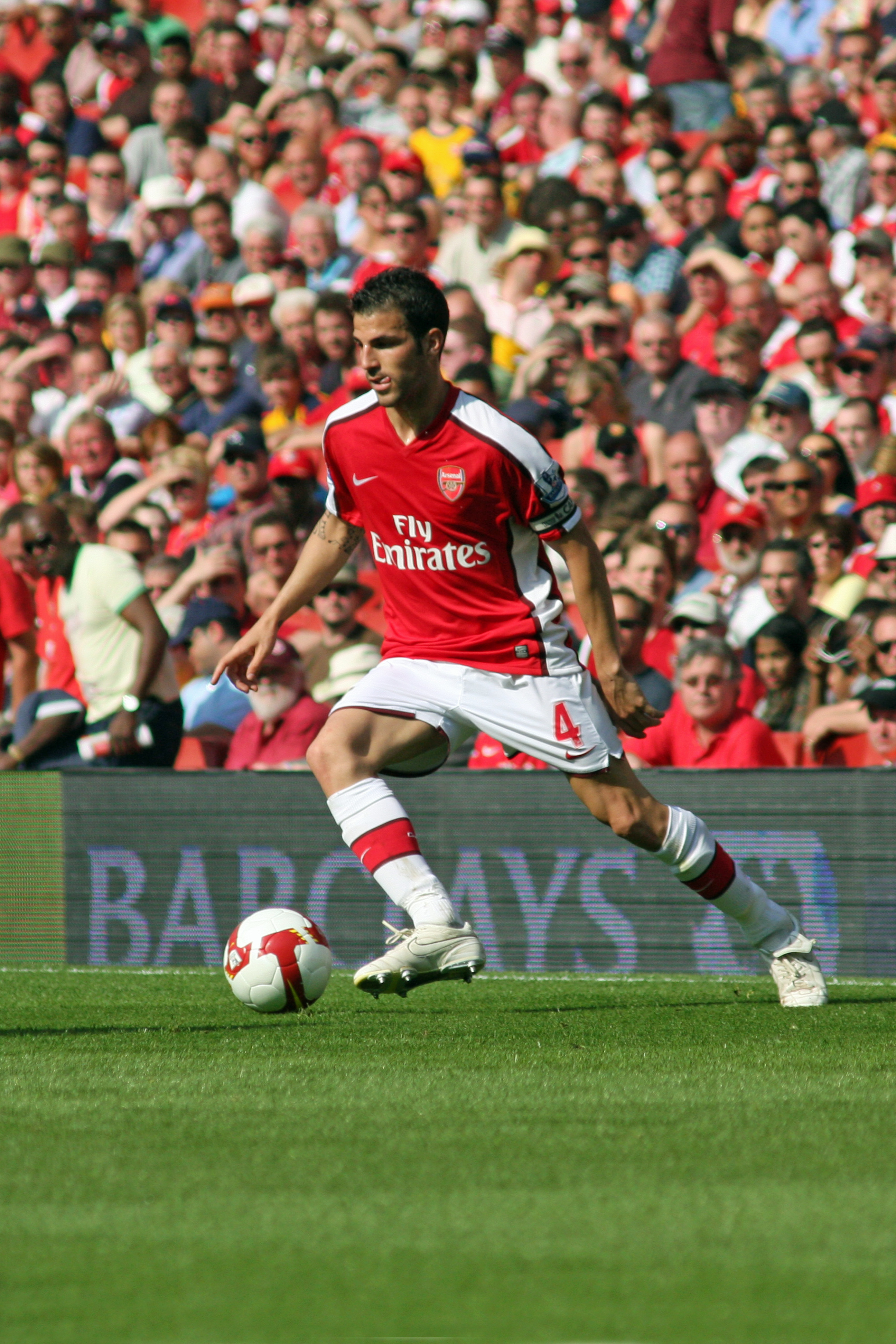
Fàbregas obtuvo la capitanía del equipo durante la temporada 2008-09.

El año comenzó con una importante desestabilidad interna en el equipo. En un principio David Dein –vicepresidente del club– abandonó el Arsenal en medio de numerosas acusaciones; dicha salida estuvo acompañada por la venta del capitán y delantero Thierry Henry, adquirido por el F. C. Barcelona. Los medios incluso dudaron de la continuidad de Wenger. El centrocampista era consciente de que iba a desempeñar un papel importantísimo ese año, pero declaró que estaba listo. Cesc comenzó de manera brillante; de hecho, los expertos atribuyeron el éxito del equipo al español. Dicho rendimiento le valió ser nombrado futbolista del equipo en agosto, septiembre y octubre, así como Premier League Player of the Month en septiembre. Con el equipo liderando la Premier hasta marzo, el español adquirió cada vez más importancia; en la Liga de Campeones 2007-08 anotó un tanto en los últimos minutos ante el AC Milan que le dio al equipo el pase a los cuartos de final. Aunque el equipo acabó el año en blanco, el español acumuló numerosos reconocimientos. El 11 de abril de 2008 estuvo nominado al PFA Player of the Year y al PFA Young Player of the Year; imponiéndose en la última de estas votaciones. También estuvo incluido en el PFA Team of the Year y recibió el nombramiento como mejor futbolista del equipo ese año.

##### Capitanía
El 24 de noviembre de 2008 –a mediados de la temporada 2008-09– el equipo retiró la capitanía a William Gallas por motivos de indisciplina, concediéndosela al español. No obstante, Cesc no pudo contribuir mucho al equipo después de que una lesión en un encuentro ante el Liverpool le apartara cuatro meses de la competición. El equipo acabó un año más sin títulos, quedando cuarto en liga y cayendo en las semifinales de la Liga de Campeones.
En el primer encuentro de la temporada 2009-10 Cesc anotó dos tantos y dio dos asistencias, liderando la aplastante victoria de su equipo (6-1) ante el Everton. En Europa el equipo obtuvo la clasificación después de imponerse con claridad al Celtic. Este impresionante comienzo de año quedó interrumpido por dos derrotas consecutivas ante Manchester United (2-1) y Manchester City (4-2). Tras estas derrotas el equipo encadenó una serie de buenos resultados a los que ha contribuido el español marcando ante el Wigan (4-0), Blackburn Rovers (6-2), Tottenham Hotspur (3-0) y Wolverhampton Wanderers (4-1). El 4 de noviembre de 2009 le nombraron por tercera vez en su carrera Premier League Player of the Month.

#### F. C. Barcelona

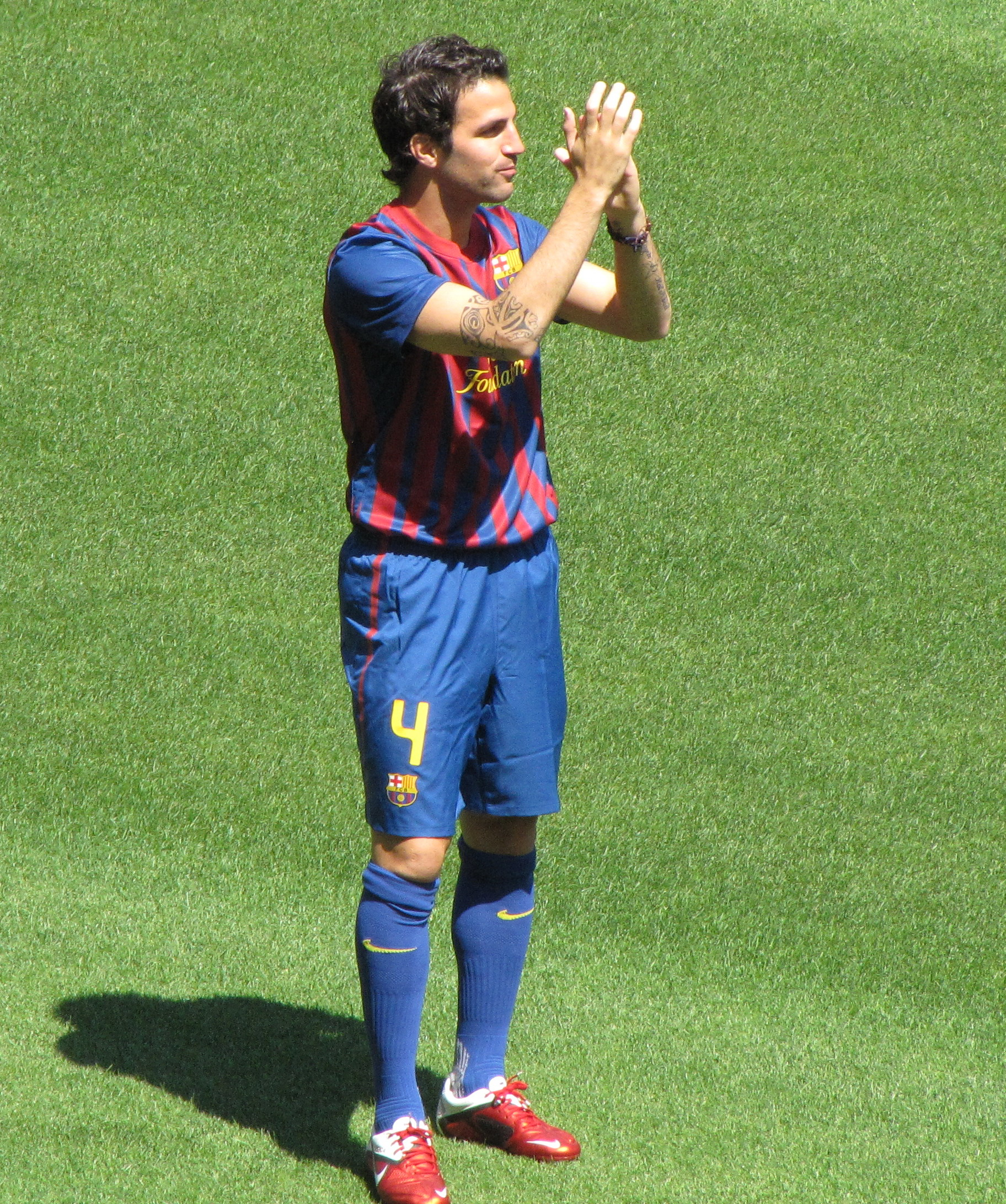
Presentación de Cesc Fàbregas en el Camp Nou en 2011.

Tras un largo proceso de negociaciones, el jugador ficharía por el equipo azulgrana el 15 de agosto de 2011, por una cantidad de 29 millones de euros más otros 5 millones en conceptos de variables, siendo junto a Alexis Sánchez los fichajes estrellas de la temporada 2011-12.
Su primer partido en el club fue en la disputa del Trofeo Joan Gamper frente al S. S. C. Napoli, donde marcó un gol. Su debut en competición oficial, fue en el partido de vuelta de la Supercopa de España frente al Real Madrid disputado en el Camp Nou, entrando como sustituto en el minuto 82'. Su segundo partido fue en la Supercopa de Europa frente al F. C. Porto, haciendo entrada en el minuto 80' y anotando el segundo gol del equipo, su primer gol oficial con el Barça. Su debut en el Campeonato de Liga, fue en la victoria azulgrana por 5-0 ante el Villarreal C. F., en el que marcó uno de los goles. En su primera temporada anotó 16 goles, dio otras tantas asistencias y conquistó un total de cuatro títulos: Supercopa de España, Supercopa de Europa, Mundial de Clubes y Copa del Rey.
En su segunda temporada en el Barcelona, Fàbregas anotó el primer triplete de su carrera, en la victoria por 5-0 ante el RCD Mallorca del 6 de abril de 2013. En total, anotó 14 goles y dio 12 asistencias en los 48 partidos que disputó en todas las competiciones. Conquistó el título de Liga y alcanzó las semifinales tanto en Copa del Rey como en Liga de Campeones.

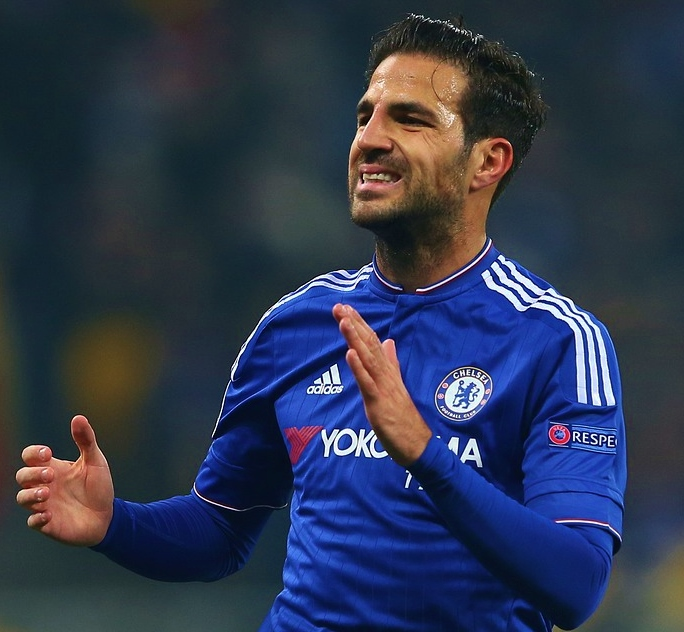
Fábregas ante el Dynamo Kiev en 2015.

En su tercera y última temporada en Barcelona, comenzó con el título de Supercopa de España ante el Atlético de Madrid y en el partido inaugural de la temporada de la Liga, dio cinco asistencias en la victoria por 7-0 sobre el Levante. En el computo global, terminó segundo en el Campeonato de Liga, subcampeón de Copa del Rey y apeado por el Atlético de Madrid en cuartos de final de la Liga de Campeones.

#### Chelsea F. C.
El 12 de junio de 2014 se confirmó el traspaso de Cesc al Chelsea Football Club, el cual fue valorado en 33 millones de euros más otros 3 millones en conceptos de variables. Debutó en la Premier League como Blue el 18 de agosto ante el Burnley Football Club en Turf Moor, el Chelsea ganó ese partido por 3 goles a 1, y Cesc fue nombrado mejor jugador del mismo por la Premier League. El 29 de mayo de 2019 el Chelsea ganó la Liga Europa tras vencer por 4-1 al Arsenal en la final, en la que Cesc Fàbregas participó con el club hasta la fase de grupos.

#### Mónaco y retiro en Como
El 11 de enero de 2019 el A. S. Monaco hizo oficial su fichaje por tres temporadas y media, hasta junio de 2022. Un mes antes de esa fecha anunció que no seguiría en el club, en el que llevaba sin jugar desde septiembre por problemas físicos, una vez finalizara su contrato.
El 1 de agosto llegó al fútbol italiano después de haber llegado a un acuerdo con el Como 1907 por dos años. Jugó uno de ellos, ya que el 1 de julio de 2023, anunció en un comunicado su retiro como jugador, tras 20 años de carrera, para emprender su etapa como entrenador.

### Como entrenador

#### Como
El 1 de julio de 2023 fue nombrado entrenador del equipo sub-19 y Primavera del Como 1907 luego de su retiro del fútbol profesional. El 13 de noviembre de ese año, tras la destitución de Moreno Longo, ascendió a entrenador del primer equipo de forma interina. Un mes más tarde, se vio obligado a dejar su cargo ya que aún no contaba con la UEFA Pro Licence. Ejerciendo como asistente, al final de la temporada el equipo consiguió el ascenso a la Serie A tras 21 años de ausencia.
En julio de 2024 volvió a ser confirmado como el entrenador del primer equipo y firmó un contrato por cuatro temporadas. En su primer partido oficial quedaron eliminados de la Copa Italia tras caer derrotados en la tanda de penaltis frente a la U. C. Sampdoria. En la Serie A consiguieron la permanencia a falta de cuatro jornadas para el final en un tramo en el que encadenaron una racha de seis victorias seguidas.

## Selección nacional

### Categorías inferiores
La trayectoria de Cesc como internacional, comenzó en las categorías inferiores de España, con las que disputó un total de 39 encuentros. Con la selección sub-17, se proclamó subcampeón del mundo en el Mundial sub-17 de 2003 en Finlandia, consiguiendo el Balón de Oro y la Bota de Oro de dicho torneo a los 16 años, y subcampeón de Europa en el Europeo sub-17 de 2004 en Francia, también siendo elegido mejor jugador del campeonato.

### Selección absoluta
En 2006, con apenas 18 años, el seleccionador Luis Aragonés le convocó por primera vez para la selección absoluta, debutando el 1 de marzo de 2006 en el José Zorrilla de Valladolid ante Costa de Marfil. El centrocampista catalán brilló y participó en uno de los tantos de los españoles, que vencieron (3-2) a los costamarfileños.

#### Campeón de Europa 2008
Fàbregas fue el protagonista de un momento clave en la historia del fútbol español y que supuso el punto de inflexión hacia la etapa más exitosa de una selección nacional en la historia del fútbol, con el logro del histórico «triplete». En la tanda de penaltis de cuartos de final de la Eurocopa 2008, marcó el quinto y último penalti ante la por entonces campeona del mundo Italia, dando el pase a España a semifinales, que se proclamó finalmente campeona continental por segunda vez en su historia.

#### Campeón del Mundo 2010
En la Copa del Mundo 2010 celebrada en Sudáfrica, Cesc, el «10» de España, dio la asistencia del gol más importante de la historia del fútbol español, transformado por Andrés Iniesta en la Final disputada en el estadio Soccer City de Johannesburgo, a falta de cuatro minutos (116') para el final del partido.

#### Campeón de Europa 2012
Fàbregas volvió a ser decisivo en la conquista del tercer título del histórico «triplete», de nuevo transformando el quinto penalti de la tanda de semifinales ante Portugal de la Eurocopa 2012, al igual que en la anterior Eurocopa, penalti decisivo que clasificó a España a la final.

#### Centenario
El 12 de octubre de 2015 (Día Nacional de España) y como capitán, alcanzó las 100 internacionalidades, convirtiéndose en el décimo jugador español de la historia en el club de los centenarios.

### Participaciones en fases finales
| Torneo                    | Sede             | Resultado        | Partidos | Goles |
| ------------------------- | ---------------- | ---------------- | -------- | ----- |
| Mundial Sub-17 de 2003    | Finlandia        | Subcampeón       | 5        | 5     |
| Europeo Sub-17 de 2004    | Francia          | Subcampeón       | 5        | 1     |
| Mundial Sub-20 de 2005    | Países Bajos     | Cuartos de final | 5        | 0     |
| Copa Mundial de 2006      | Alemania         | Octavos de final | 4        | 0     |
| Eurocopa 2008             | Austria– Suiza   | Campeón          | 5        | 1     |
| Copa Confederaciones 2009 | Sudáfrica        | Tercer lugar     | 5        | 1     |
| Copa Mundial de 2010      | Sudáfrica        | Campeón          | 4        | 0     |
| Eurocopa 2012             | Polonia– Ucrania | Campeón          | 6        | 2     |
| Copa Confederaciones 2013 | Brasil           | Subcampeón       | 5        | 0     |
| Copa Mundial de 2014      | Brasil           | Primera fase     | 2        | 0     |
| Eurocopa 2016             | Francia          | Octavos de final | 4        | 0     |

### Goles como internacional
| 1.  | 10 de junio de 2008     | Estadio Tivoli Neu (Innsbruck, Austria)            | Rusia         | 4-1 | 4-1 | Eurocopa 2008              |
| 2.  | 14 de junio de 2009     | Estadio Royal Bafokeng (Rustenburg, Sudáfrica)     | Nueva Zelanda | 4-0 | 5-0 | Copa Confederaciones 2009  |
| 3.  | 9 de septiembre de 2009 | Estadio Romano (Mérida, España)                    | Estonia       | 1-0 | 3-0 | Clasificación Mundial 2010 |
| 4.  | 10 de octubre de 2009   | Hrazdan Stadium (Ereván, Armenia)                  | Armenia       | 1-0 | 2-1 | Clasificación Mundial 2010 |
| 5.  | 18 de noviembre de 2009 | Estadio Ernst Happel (Viena, Austria)              | Austria       | 1-1 | 5-1 | Amistoso                   |
| 6.  | 8 de junio de 2010      | Estadio Nueva Condomina (Murcia, España)           | Polonia       | 4-0 | 6-0 | Amistoso                   |
| 7.  | 2 de septiembre de 2011 | Estadio AFG Arena (St Gallen, Suiza)               | Chile         | 2-2 | 3-2 | Amistoso                   |
| 8.  | 2 de septiembre de 2011 | Estadio AFG Arena (St Gallen, Suiza)               | Chile         | 3-2 | 3-2 | Amistoso                   |
| 9.  | 10 de junio de 2012     | Estadio Arena Gdansk (Gdańsk, Polonia)             | Italia        | 1-1 | 1-1 | Eurocopa 2012              |
| 10. | 14 de junio de 2012     | Estadio Arena Gdansk (Gdańsk, Polonia)             | Irlanda       | 4-0 | 4-0 | Eurocopa 2012              |
| 11. | 15 de agosto de 2012    | Estadio Juan Ramón Loubriel (Bayamón, Puerto Rico) | Puerto Rico   | 0-2 | 1-2 | Amistoso                   |
| 12. | 6 de febrero de 2013    | Estadio Internacional Khalifa (Doha, Catar)        | Uruguay       | 0-1 | 3-1 | Amistoso                   |
| 13. | 8 de junio de 2013      | Sun Life Stadium (Miami, Estados Unidos)           | Haití         | 2-0 | 2-1 | Amistoso                   |
| 14. | 11 de junio de 2015     | Estadio Municipal Reino de León (León, España)     | Costa Rica    | 2-1 | 2-1 | Amistoso                   |
| 15. | 1 de junio de 2016      | Red Bull Arena (Salzburgo, Austria)                | Corea del Sur | 2-0 | 6-1 | Amistoso                   |

## Estilo

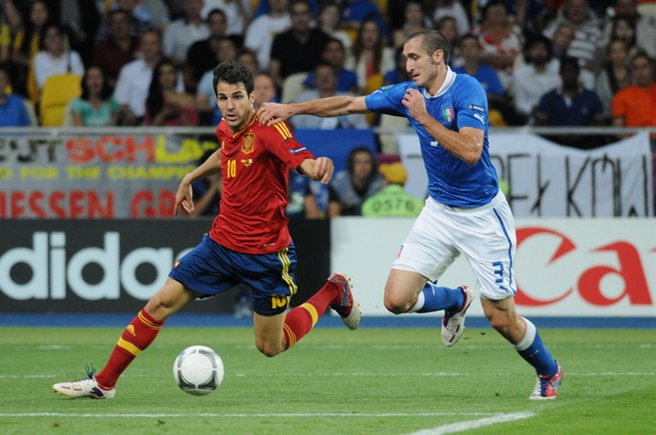
Cesc disputa un balón con Chiellini en la Final de la Eurocopa 2012.

En un principio el Arsenal lo adquirió para que desarrollara sus aptitudes en la copa, pero las lesiones de Vieira, Gilberto Silva y Edu, que acabaron con el mediocampo del equipo londinense, le convirtieron en un hombre clave. Del centrocampista destaca su creatividad y su pase, a causa de lo cual es una de las máximas estrellas del fútbol mundial, en torno a la cual se ha construido el primer equipo del Arsenal. Aporta visión, creatividad y una increíble capacidad en el dominio del espacio, con lo que muestra una madurez innata para su edad. Asimismo, es un notable lanzador de saques de esquina y tiros libres.[cita requerida]
El centrocampista español ha declarado en una entrevista que aunque Vieira ha sido su modelo y su mentor, intenta desempeñarse como su compatriota Josep Guardiola —al que Cesc admira desde niño—. En este sentido no se parece a los que le precedieron en el Arsenal, que primaban la intensidad sobre la destreza. Inicialmente, esto le llevó a recibir numerosas críticas debido a su menor combatividad en el medio campo, incluso de su excompañero Ashley Cole que censuró duramente al español en su autobiografía.
Las estadísticas del catalán han ido a más año a año, e incluso ha adoptado una mayor agresividad en su estilo. El importante papel que desempeña en el equipo en la zona de creación se ve evidenciado en las 16 asistencias que dio durante la temporada 2006/07. En los primeros años que estuvo en Londres casi no marcó, lo que se convirtió en un problema sintomático del equipo durante las temporadas 2005/06 y 2006/07. Esto cambió radicalmente en la temporada 2007-08, cuando anotó once tantos en 16 encuentros; de hecho, el entrenador del equipo declaró que los números del español hasta el momento eran debidos a un problema mental, no técnico, e incluso le comparó con Michel Platini, recordado por sus espectaculares cifras anotadoras. Teniendo en cuenta su corta edad y el enorme número de encuentros que ha disputado con el Arsenal y con España existe la posibilidad de que el exceso de minutos le lleven a una lesión importante, aunque el centrocampista no ha tenido más que una grave, que le mantuvo apartado seis meses durante la temporada 2008-09.
Durante la temporada 2011-12 en el F. C. Barcelona, Josep Guardiola explotó sus cualidades goleadoras, ya que en los primeros partidos de la temporada marcó un gol por partido, incluso un gol al Real Madrid en su propio estadio, viendo el arco en ocho ocasiones consecutivas. Ante las ausencias de algunos jugadores por lesión, especialmente las de Andrés Iniesta, puso un puesto para que el juego creativo, de recuperación y ataque de Fàbregas para que apoyará a la dinámica del Barça.

## Estadísticas

### Como jugador

#### Clubes
Actualizado al último partido jugado en su carrera deportiva.
| Club                     | Div.          | Temporada     | Liga  | Liga  | Liga   | Copas nacionales | Copas nacionales | Copas nacionales | Torneos internacionales | Torneos internacionales | Torneos internacionales | Total | Total | Total  |
| Club                     | Div.          | Temporada     | Part. | Goles | Asist. | Part.            | Goles            | Asist.           | Part.                   | Goles                   | Asist.                  | Part. | Goles | Asist. |
| ------------------------ | ------------- | ------------- | ----- | ----- | ------ | ---------------- | ---------------- | ---------------- | ----------------------- | ----------------------- | ----------------------- | ----- | ----- | ------ |
| Arsenal F. C. Inglaterra | 1.ª           | 2003-04       | 0     | 0     | 0      | 3                | 1                | 0                | 0                       | 0                       | 0                       | 3     | 1     | 0      |
| Arsenal F. C. Inglaterra | 1.ª           | 2004-05       | 33    | 2     | 5      | 8                | 0                | 1                | 5                       | 1                       | 0                       | 46    | 3     | 6      |
| Arsenal F. C. Inglaterra | 1.ª           | 2005-06       | 35    | 3     | 5      | 2                | 1                | 0                | 13                      | 1                       | 1                       | 50    | 5     | 6      |
| Arsenal F. C. Inglaterra | 1.ª           | 2006-07       | 38    | 2     | 11     | 6                | 0                | 1                | 10                      | 2                       | 1                       | 54    | 4     | 13     |
| Arsenal F. C. Inglaterra | 1.ª           | 2007-08       | 32    | 7     | 17     | 3                | 0                | 0                | 10                      | 6                       | 2                       | 45    | 13    | 19     |
| Arsenal F. C. Inglaterra | 1.ª           | 2008-09       | 22    | 3     | 8      | 1                | 0                | 0                | 10                      | 0                       | 5                       | 33    | 3     | 13     |
| Arsenal F. C. Inglaterra | 1.ª           | 2009-10       | 27    | 15    | 13     | 1                | 0                | 1                | 8                       | 4                       | 3                       | 36    | 19    | 17     |
| Arsenal F. C. Inglaterra | 1.ª           | 2010-11       | 25    | 3     | 11     | 6                | 4                | 1                | 5                       | 3                       | 1                       | 36    | 10    | 13     |
| Arsenal F. C. Inglaterra | Total club    | Total club    | 212   | 35    | 70     | 30               | 5                | 4                | 61                      | 17                      | 13                      | 303   | 57    | 87     |
| F. C. Barcelona · España | 1.ª           | 2011-12       | 28    | 9     | 8      | 9                | 3                | 7                | 11                      | 3                       | 3                       | 48    | 15    | 18     |
| F. C. Barcelona · España | 1.ª           | 2012-13       | 32    | 11    | 11     | 8                | 2                | 1                | 8                       | 1                       | 0                       | 48    | 14    | 12     |
| F. C. Barcelona · España | 1.ª           | 2013-14       | 36    | 8     | 13     | 10               | 4                | 2                | 9                       | 1                       | 1                       | 55    | 13    | 16     |
| F. C. Barcelona · España | Total club    | Total club    | 96    | 28    | 32     | 27               | 9                | 10               | 28                      | 5                       | 4                       | 151   | 42    | 46     |
| Chelsea F. C. Inglaterra | 1.ª           | 2014-15       | 34    | 3     | 18     | 5                | 0                | 1                | 8                       | 2                       | 4                       | 47    | 5     | 23     |
| Chelsea F. C. Inglaterra | 1.ª           | 2015-16       | 37    | 5     | 7      | 5                | 0                | 1                | 7                       | 1                       | 1                       | 49    | 6     | 9      |
| Chelsea F. C. Inglaterra | 1.ª           | 2016-17       | 29    | 5     | 12     | 8                | 2                | 1                | —                       | —                       | —                       | 37    | 7     | 13     |
| Chelsea F. C. Inglaterra | 1.ª           | 2017-18       | 32    | 2     | 4      | 9                | 0                | 4                | 8                       | 1                       | 1                       | 49    | 3     | 9      |
| Chelsea F. C. Inglaterra | 1.ª           | 2018-19       | 6     | 0     | 0      | 5                | 1                | 0                | 5                       | 0                       | 2                       | 16    | 1     | 2      |
| Chelsea F. C. Inglaterra | Total club    | Total club    | 138   | 15    | 41     | 32               | 3                | 7                | 28                      | 4                       | 8                       | 198   | 22    | 56     |
| A. S. Monaco Francia     | 1.ª           | 2018-19       | 13    | 1     | 0      | 2                | 0                | 0                | —                       | —                       | —                       | 15    | 1     | 0      |
| A. S. Monaco Francia     | 1.ª           | 2019-20       | 18    | 0     | 3      | 3                | 0                | 0                | —                       | —                       | —                       | 21    | 0     | 3      |
| A. S. Monaco Francia     | 1.ª           | 2020-21       | 21    | 2     | 3      | 5                | 1                | 3                | —                       | —                       | —                       | 26    | 3     | 6      |
| A. S. Monaco Francia     | 1.ª           | 2021-22       | 2     | 0     | 0      | 0                | 0                | 0                | 3                       | 0                       | 0                       | 5     | 0     | 0      |
| A. S. Monaco Francia     | Total club    | Total club    | 54    | 3     | 6      | 10               | 1                | 3                | 3                       | 0                       | 0                       | 67    | 4     | 9      |
| Como 1907 · Italia       | 2.ª           | 2022-23       | 17    | 0     | 2      | 0                | 0                | 0                | —                       | —                       | —                       | 17    | 0     | 2      |
| Como 1907 · Italia       | Total club    | Total club    | 17    | 0     | 2      | 0                | 0                | 0                | 0                       | 0                       | 0                       | 17    | 0     | 2      |
| Total carrera            | Total carrera | Total carrera | 517   | 81    | 151    | 99               | 18               | 24               | 120                     | 26                      | 25                      | 736   | 125   | 200    |
| 1. 2.                    |               |               |       |       |        |                  |                  |                  |                         |                         |                         |       |       |        |

#### Selección nacional
Datos actualizados a fin de carrera deportiva.
| Selección         | Temporada     | Europeo | Europeo | Europeo | Mundial | Mundial | Mundial | Amistosos | Amistosos | Amistosos | Total | Total | Total  | Media goleadora |
| Selección         | Temporada     | Part.   | Goles   | Asist.  | Part.   | Goles   | Asist.  | Part.     | Goles     | Asist.    | Part. | Goles | Asist. | Media goleadora |
| ----------------- | ------------- | ------- | ------- | ------- | ------- | ------- | ------- | --------- | --------- | --------- | ----- | ----- | ------ | --------------- |
| Sub-16 · España   | 2003          | -       | -       | -       | -       | -       | -       | 8         | -         | -         | 8     | 0     | 0      | 0               |
| Sub-16 · España   | Total sel.    | 0       | 0       | 0       | 0       | 0       | 0       | 8         | 0         | 0         | 8     | 0     | 0      | 0               |
| Sub-17 · España   | 2004          | 14      | 7       | -       | -       | -       | -       | -         | -         | -         | 14    | 7     | 0      | 0,5             |
| Sub-17 · España   | Total sel.    | 14      | 7       | 0       | 0       | 0       | 0       | 0         | 0         | 0         | 14    | 7     | 0      | 0,5             |
| Sub-20 · España   | 2005          | -       | -       | -       | 5       | -       | 3       | -         | -         | -         | 5     | 0     | 3      | 0               |
| Sub-20 · España   | Total sel.    | 0       | 0       | 0       | 5       | 0       | 3       | 0         | 0         | 0         | 5     | 0     | 3      | 0               |
| Sub-21 · España   | 2004          | 2       | 1       | -       | -       | -       | -       | -         | -         | -         | 2     | 1     | 0      | 0,5             |
| Sub-21 · España   | 2005          | 5       | -       | -       | -       | -       | -       | -         | -         | -         | 5     | 0     | 0      | 0               |
| Sub-21 · España   | Total sel.    | 7       | 1       | 0       | 0       | 0       | 0       | 0         | 0         | 0         | 7     | 1     | 0      | 0,14            |
| Absoluta · España | 2006          | 3       | -       | 1       | 4       | -       | 2       | 7         | -         | 1         | 14    | 0     | 4      | 0               |
| Absoluta · España | 2007          | 5       | -       | 2       | -       | -       | -       | 3         | -         | 1         | 8     | 0     | 3      | 0               |
| Absoluta · España | 2008          | 6       | 1       | 3       | 4       | -       | 2       | 5         | -         | 2         | 15    | 1     | 7      | 0,06            |
| Absoluta · España | 2009          | -       | -       | -       | 6       | 3       | 3       | 4         | 1         | 2         | 10    | 4     | 5      | 0,4             |
| Absoluta · España | 2010          | 1       | -       | 1       | 4       | -       | 1       | 6         | 1         | -         | 11    | 1     | 2      | 0,09            |
| Absoluta · España | 2011          | 1       | -       | -       | -       | -       | -       | 3         | 2         | -         | 4     | 2     | 0      | 0,5             |
| Absoluta · España | 2012          | 6       | 2       | 1       | 3       | -       | 2       | 4         | 1         | 2         | 13    | 3     | 5      | 0,23            |
| Absoluta · España | 2013          | -       | -       | -       | 7       | -       | 2       | 4         | 2         | 1         | 11    | 2     | 3      | 0,18            |
| Absoluta · España | 2014          | 2       | -       | -       | 2       | -       | 1       | 4         | -         | -         | 8     | 0     | 1      | 0               |
| Absoluta · España | 2015          | 4       | -       | 2       | -       | -       | -       | 3         | 1         | 2         | 7     | 1     | 4      | 0,14            |
| Absoluta · España | 2016          | 4       | -       | 1       | -       | -       | -       | 5         | 1         | 1         | 9     | 1     | 2      | 0,11            |
| Absoluta · España | Total sel.    | 32      | 3       | 11      | 30      | 3       | 13      | 48        | 9         | 12        | 110   | 15    | 36     | 0,13            |
| Total carrera     | Total carrera | 53      | 11      | 11      | 35      | 3       | 16      | 56        | 9         | 12        | 144   | 23    | 39     | 0,16            |
| 1. 2.             |               |         |         |         |         |         |         |           |           |           |       |       |        |                 |

#### Resumen estadístico
| Competición           | Partidos | Goles | Asistencias |
| --------------------- | -------- | ----- | ----------- |
| Ligas nacionales      | 517      | 81    | 151         |
| Copas nacionales      | 99       | 18    | 24          |
| Copas internacionales | 120      | 26    | 25          |
| Selección de España   | 110      | 15    | 31          |
| Total                 | 846      | 140   | 231         |

### Como entrenador
| Equipo             | Div.  | Temporada | Liga  | Liga | Liga | Liga | Liga |       | Copa | Copa | Copa | Copa  |   | Internacional | Internacional | Internacional | Internacional | Internacional |   | Otros | Otros | Otros | Otros |    | Totales     | Totales | Totales | Totales | Totales | Totales | Totales | Totales |
| Equipo             | Div.  | Temporada | Part. | G    | E    | P    | Pos. | Part. | G    | E    | P    | Part. | G | E             | P             | Pos.          | Part.         | G             | E | P     | Part. | G     | E     | P  | Rendimiento | GF      | GC      | Dif.    |         |         |         |         |
| ------------------ | ----- | --------- | ----- | ---- | ---- | ---- | ---- | ----- | ---- | ---- | ---- | ----- | - | ------------- | ------------- | ------------- | ------------- | ------------- | - | ----- | ----- | ----- | ----- | -- | ----------- | ------- | ------- | ------- | ------- | ------- | ------- | ------- |
| Como 1907 · Italia | 2.ª   | 2023-24   | 5     | 3    | 1    | 1    | Int. | -     | -    | -    | -    | -     | - | -             | -             | -             | -             | -             | - | -     | 5     | 3     | 1     | 1  | 66.67%      | 5       | 4       | +1      |         |         |         |         |
| Como 1907 · Italia | 1.ª   | 2024-25   | 38    | 13   | 10   | 15   | 10.º | 1     | 0    | 1    | 0    | -     | - | -             | -             | -             | -             | -             | - | -     | 39    | 13    | 11    | 15 | 42.73%      | 50      | 53      | -3      |         |         |         |         |
| Como 1907 · Italia | 1.ª   | 2025-26   | 0     | 0    | 0    | 0    | -    | 1     | 1    | 0    | 0    | -     | - | -             | -             | -             | -             | -             | - | -     | 1     | 1     | 0     | 0  | 100%        | 3       | 1       | +2      |         |         |         |         |
| Como 1907 · Italia | Total | Total     | 43    | 16   | 11   | 16   | -    | 2     | 1    | 1    | 0    | -     | - | -             | -             | -             | -             | -             | - | -     | 45    | 17    | 12    | 16 | 46.67%      | 58      | 58      | +0      |         |         |         |         |
| 1.                 |       |           |       |      |      |      |      |       |      |      |      |       |   |               |               |               |               |               |   |       |       |       |       |    |             |         |         |         |         |         |         |         |

#### Resumen por competiciones
| Competición | Partidos | Ganados | Empatados | Perdidos | %      | Resultado     |
| ----------- | -------- | ------- | --------- | -------- | ------ | ------------- |
| Serie A     | 38       | 13      | 10        | 15       | 42.98% | 10.º lugar    |
| Serie B     | 5        | 3       | 1         | 1        | 66.67% | 3.er lugar    |
| Copa Italia | 2        | 1       | 1         | 0        | 66.67% | Primera ronda |
| Total       | 45       | 17      | 12        | 16       | 46.67% | Sin títulos   |

## Palmarés

### Títulos nacionales
| Título                     | Club            | País       | Año  |
| -------------------------- | --------------- | ---------- | ---- |
| Premier League             | Arsenal F. C.   | Inglaterra | 2004 |
| Community Shield           | Arsenal F. C.   | Inglaterra | 2004 |
| FA Cup                     | Arsenal F. C.   | Inglaterra | 2005 |
| Supercopa de España        | F. C. Barcelona | España     | 2011 |
| Copa del Rey               | F. C. Barcelona | España     | 2012 |
| Primera División de España | F. C. Barcelona | España     | 2013 |
| Supercopa de España        | F. C. Barcelona | España     | 2013 |
| Copa de la Liga            | Chelsea F. C.   | Inglaterra | 2015 |
| Premier League             | Chelsea F. C.   | Inglaterra | 2015 |
| Premier League             | Chelsea F. C.   | Inglaterra | 2017 |
| FA Cup                     | Chelsea F. C.   | Inglaterra | 2018 |

### Títulos internacionales
| Título                 | Club (*)        | Sede              | Año  |
| ---------------------- | --------------- | ----------------- | ---- |
| Eurocopa               | España          | Austria · Suiza   | 2008 |
| Copa Mundial de Fútbol | España          | Sudáfrica         | 2010 |
| Supercopa de Europa    | F. C. Barcelona | Mónaco            | 2011 |
| Copa Mundial de Clubes | F. C. Barcelona | Japón             | 2011 |
| Eurocopa               | España          | Polonia · Ucrania | 2012 |
| Liga Europa de la UEFA | Chelsea F. C.   | Bakú              | 2019 |

(*) Incluyendo la selección.

### Distinciones individuales
| Distinción                                                    | Año        |
| ------------------------------------------------------------- | ---------- |
| Mejor jugador del Mundial Sub-17                              | 2003       |
| Máximo goleador del Mundial Sub-17                            | 2003       |
| Mejor jugador del Europeo Sub-17                              | 2004       |
| Trofeo Bravo                                                  | 2006       |
| Premio Golden Boy                                             | 2006       |
| Equipo del año UEFA                                           | 2006       |
| Jugador del mes de la Premier League (ene. 2007), (sep. 2007) | 2007       |
| Mejor jugador joven de la Premier League                      | 2008       |
| Equipo del Torneo de la Eurocopa                              | 2008, 2012 |
| Décimo mayor asistente de toda la historia                    | 2017       |

## Condecoraciones
| Distinción                                       | Año  |
| ------------------------------------------------ | ---- |
| Medalla de Oro - Real Orden del Mérito Deportivo | 2011 |

## Filmografía
- Reportaje Movistar+ (31/10/2016), «Fiebre Maldini: Cesc, primeros pasos» Archivado el 3 de noviembre de 2016 en Wayback Machine. en movistarplus.es